# Simulium anatolicum
Simulium anatolicum är en tvåvingeart som beskrevs av Craig 1987. Simulium anatolicum ingår i släktet Simulium och familjen knott. Inga underarter finns listade i Catalogue of Life.